# El Capitan (monte)
El Capitan è una montagna degli Stati Uniti d'America, alta 2.307 metri s.l.m., situata nello Stato della California, nel Parco nazionale di Yosemite, nella zona nord-occidentale della Yosemite Valley. Si tratta di un monolite granitico nel quale la sua parete verticale denominata Nose (naso) costituisce una delle più popolari sfide di alpinismo estremo al mondo.

## Storia

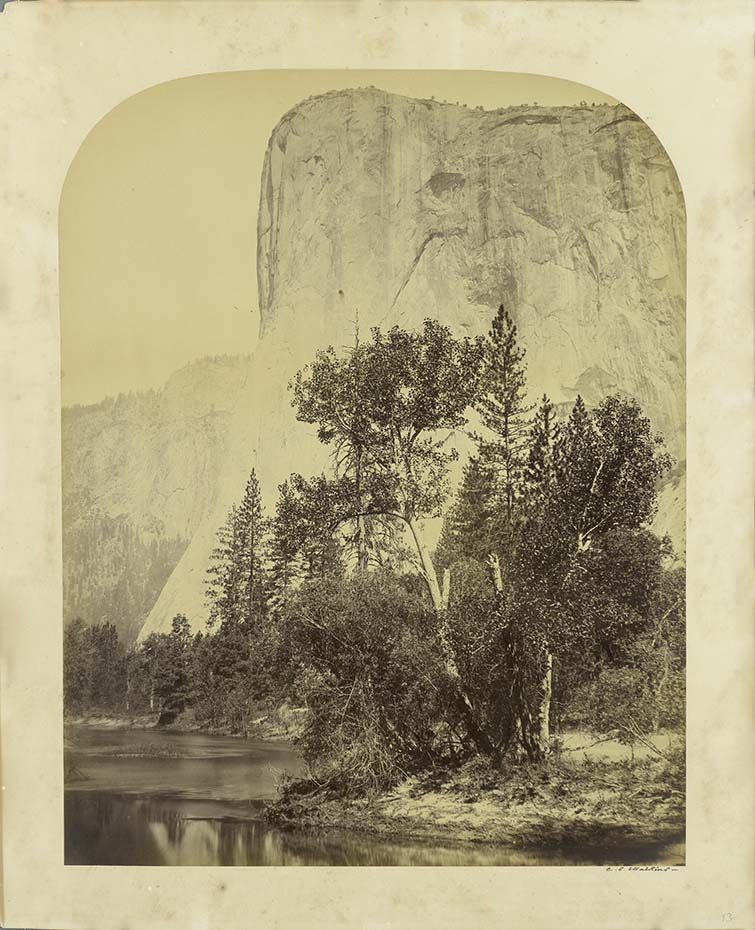

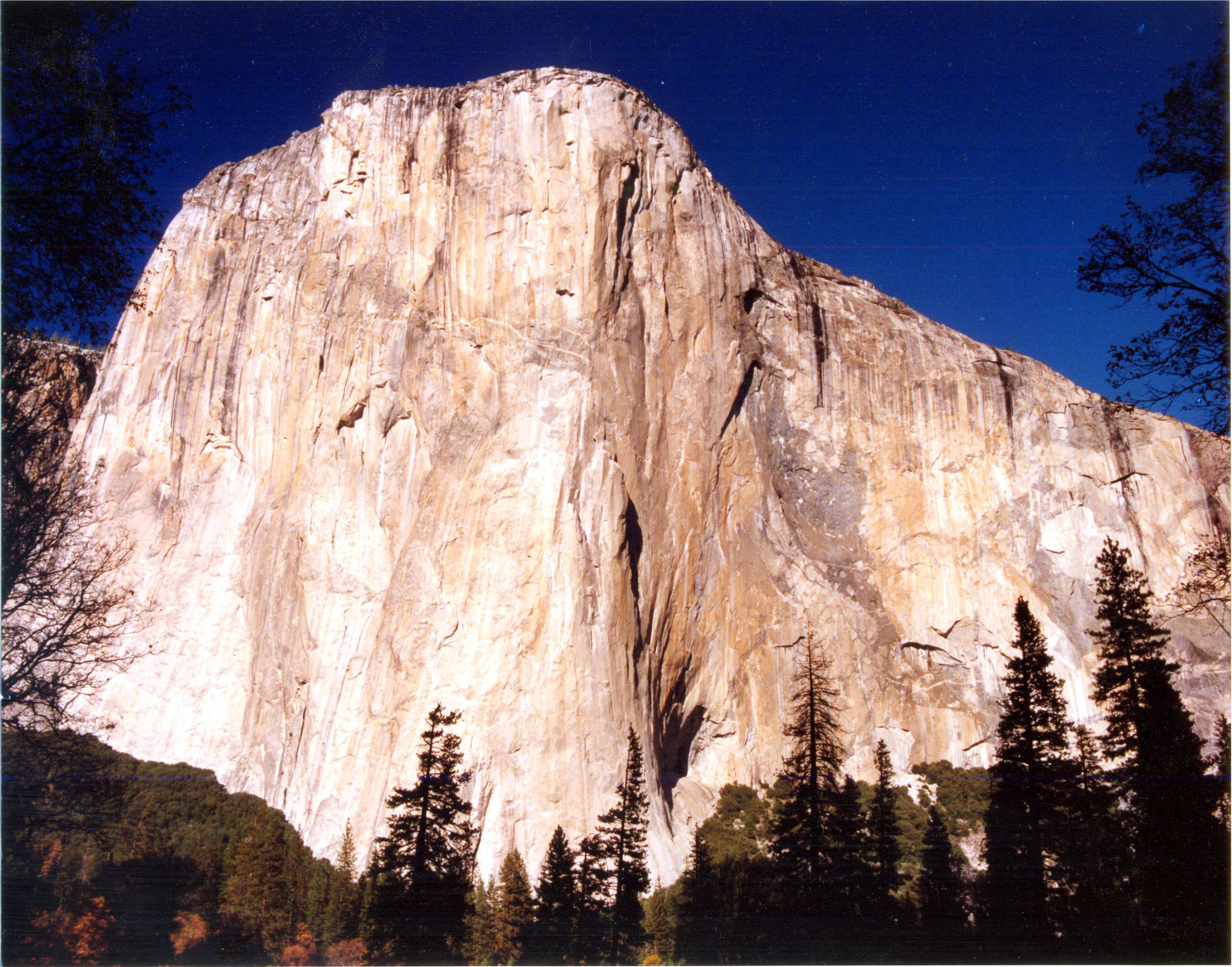

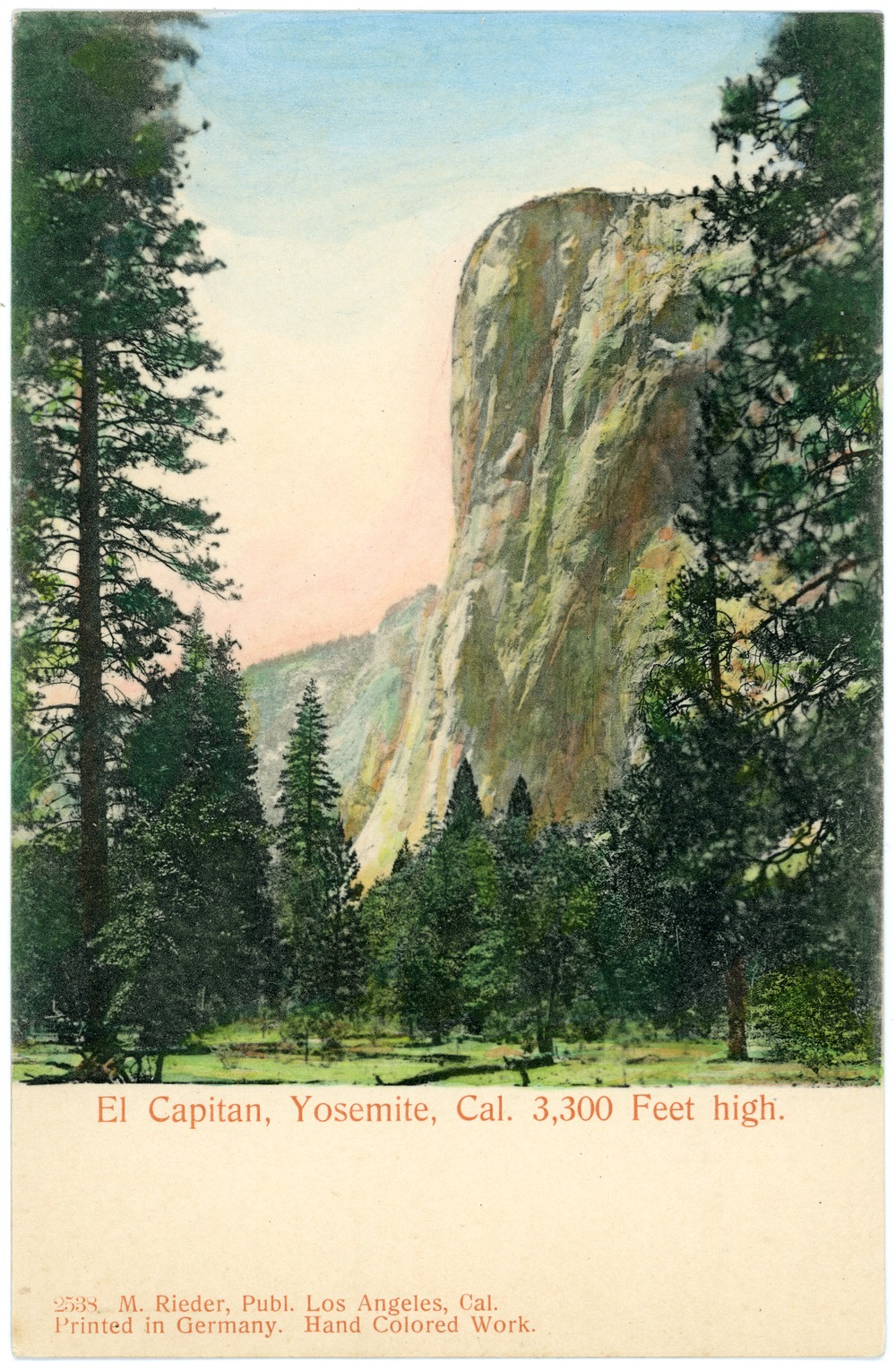

Il massiccio ricevette questo nome dal Battaglione Mariposa quando esplorò la zona nell'anno 1851. El Capitan fu considerata una traduzione approssimativa in lingua spagnola del nome locale che usavano dare i pellerossa alla parete perpendicolare, trascritto come To-to-kon oo-lah o To-tock-ah-noo-lah. Non è chiaro se il nome attuale si riferisca ad un capo tribù specifico. In tempi recenti il nome viene spesso contratto in El cap in particolare dagli scalatori.
La vetta della montagna può essere raggiunta per via escursionistica dalla Valle dello Yosemite per un sentiero che passa accanto all'omonima cascata, quindi in direzione ovest. Per gli alpinisti la sfida è costituita dallo scalare la nuda roccia a precipizio, ci sono dozzine di vie di accesso con proprie denominazioni, ma tutte lunghe ed estremamente difficili.

## Arrampicata
Sulla parete alta 1000 metri di El Capitan salgono più di 70 vie di arrampicata.

### Le vie
Le vie più difficili e la prima salita in libera:
- The Nose - 8b+/5.14a o 5.9 C2[1]
  - 1958 - Warren Harding, Wayne Merry e George Whitmore - Prima salita
  - 1993 - Lynn Hill - Prima salita in libera
- Salathé Wall - 8a/5.13b o 5.9 C2[2]
  - 1961 - Royal Robbins, Chuck Pratt e Tom Frost - Prima salita
  - 1995 - Alexander Huber e Thomas Huber - Prima salita in libera
- El Nino - 09/1998 - 8a/5.13b Alexander Huber e Thomas Huber
- Free Rider - 7c/5.12d 
  - 1998 - Alexander Huber e Thomas Huber - Prima salita in libera
  - 2017 - Alex Honnold - Prima salita free solo
- Golden Gate - 2000 - 7c+/5.13a Alexander Huber e Thomas Huber[3]
- Lurking Fear - 2000 - 8a+/5.13c Tommy Caldwell
- El Corazon - 2001 - 8a/5.13b Alexander Huber[4]
- Zodiac - 2003 - 8b/5.13d Alexander Huber e Thomas Huber, via di Charlie Porter del 1972[5]
- West Buttress - 2003 - 8a+/5.13c Tommy Caldwell
- Dihedral Wall - 2004 - 8b+/5.14a Tommy Caldwell[6]
- Magic Mushroom - 2008 - 8b+/5.14a Tommy Caldwell[7]
- Dawn Wall  - 9a/5.14d
  - 2015 - Tommy Caldwell e Kevin Jorgeson[8]
  - 2016 - Adam Ondra

## Record
Il 3 giugno 2017 Alex Honnold ha risalito in free solo (arrampicata senza corda di assicurazione) la salita attraverso la via Freerider (5.12d VI) sulla parete di El Capitan. Ha compiuto il percorso di 900 metri in 3h:56m.

## Tecnologia
- Il nome della dodicesima versione del sistema operativo OS X di Apple (OS X El Capitan) si ispira a questa montagna.